# Scelio incertus
Scelio incertus är en stekelart som beskrevs av Muesebeck 1972. Scelio incertus ingår i släktet Scelio och familjen Scelionidae. Inga underarter finns listade i Catalogue of Life.